# Thanatephorus brevisporus
Thanatephorus brevisporus é uma espécie de fungo pertencente à família Ceratobasidiaceae.